# Apinac
Apinac település Franciaországban, Loire megyében. Lakosainak száma 424 fő (2022. január 1.). Apinac Usson-en-Forez, Saint-Pal-de-Chalencon, Estivareilles és Merle-Leignec községekkel határos.

## Népesség
A település népességének változása:
| Lakosok száma | 416  | 354  | 330  | 362  | 424  | 423  | 416  | 406  | 397  | 424  |
|               | 1968 | 1982 | 1990 | 2006 | 2013 | 2015 | 2017 | 2019 | 2020 | 2022 |